# Диксон, Вилли
Вилли Диксон (англ. Willie Dixon; 1 июля 1915, Виксберг, штат Миссисипи — 29 января 1992, Бербанк, штат Калифорния) — американский блюзмен, басист, композитор, продюсер, один из основателей чикагской школы блюза. Его песни часто исполняли многие известные рок-музыканты, нередко без упоминания автора. В своих ритм-энд-блюзах Диксон новаторски смешивал классическую блюзовую традицию с современным городским сленгом, используя запоминающийся припев и заводные ритмы. Достаточно только сказать, что обработки его песни «Back Door Man» в разное время делали Хаулин Вулф и Джон Хэммонд-младший (сын известного промоутера из фирмы Columbia Records, подписавшего контракт с Билли Холидей, Аретой Фрэнклин, Питом Сигером, Бобом Диланом, Брюсом Спрингстином) и группа The Doors.
Диксон также работал продюсером и сессионным музыкантом (бас-гитара, контрабас) в студиях Chess Records в Чикаго. В числе музыкантов, с которыми он записывался, — Чак Берри, Мадди Уотерс, Хаулин Вулф, Отис Раш, Бо Дидли, Литтл Уолтер, Кэри Белл, Сонни Бой Уильямсон II, Коко Тейлор, Литтл Милтон, Эдди Бойд, Джимми Уизерспун, Лоуэлл Фулсон, Вилли Мейбон, Мемфис Слим, Уошборд Сэм, Джимми Роджерс.
В 2020 году занял 12-е место в списке величайших басистов всех времён по версии Rolling Stone.

## Биография

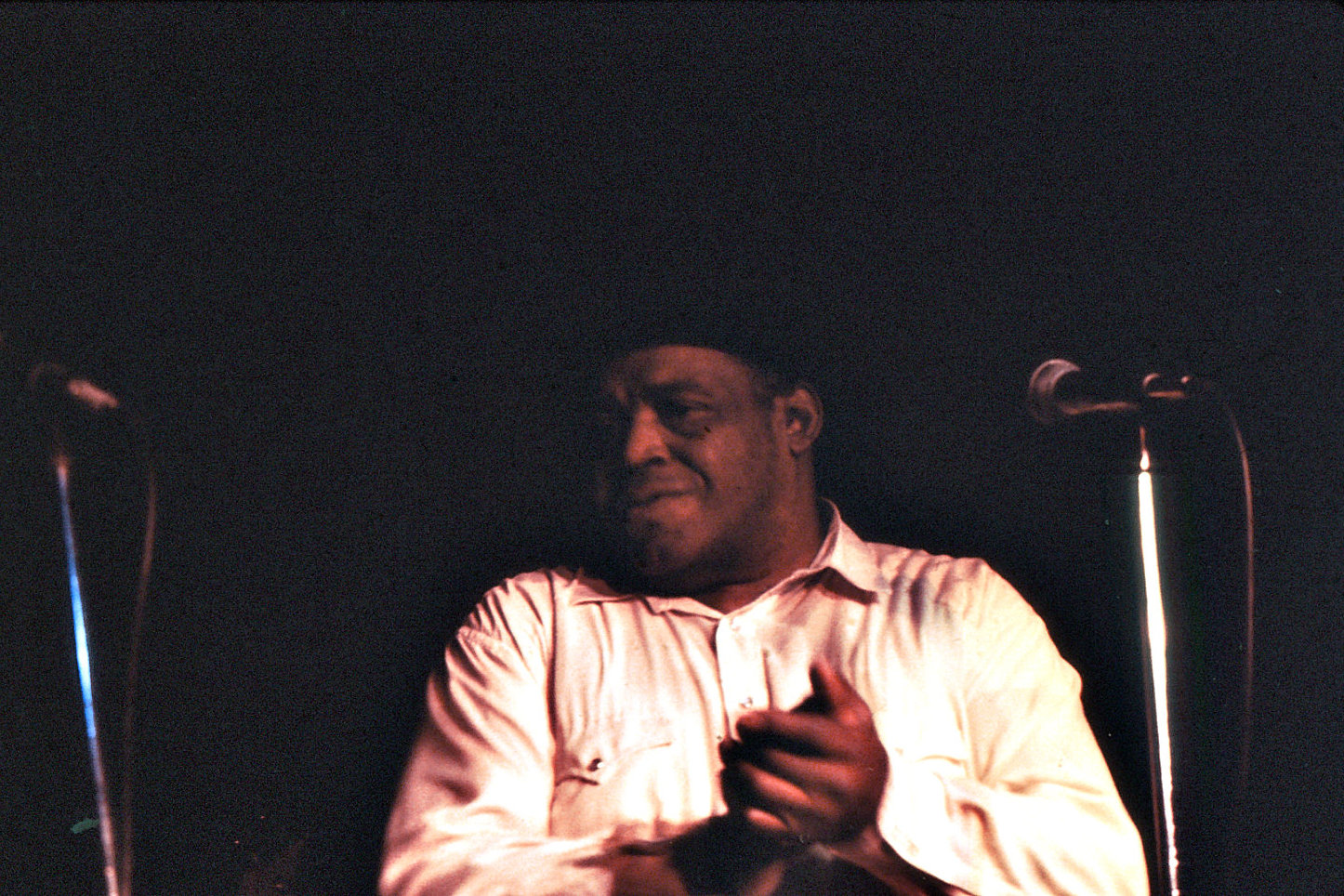
Вилли Диксон на концерте в 1979 году

Вилли Диксон родился в бедной семье сельских рабочих и сам с ранних лет трудился в поле, подрабатывая на разных специальностях. Уже тогда он сочинял и напевал песни, участвовал в церковном хоре и самодеятельных хоровых коллективах. От неуправляемого, агрессивного отца Вилли унаследовал взрывной характер и подростком дважды оказывался в тюрьме. Музыкальная карьера Диксона началась в 1936 году после переезда в Чикаго, но некоторое время была под угрозой: в 1938 году он стал чемпионом штата Иллинойс по боксу и подумывал о том, чтобы посвятить этому занятию остаток жизни. Решающим стало его знакомство с гитаристом Лео Кастоном (Leonard «Baby Boo» Caston): вокруг этого дуэта и сформировался вскоре ансамбль Five Breezes. В 1941 году, когда группа стала известной в Чикаго и выпустила несколько танцевальных пластинок, Диксон вновь оказался не в ладах с законом: он отказался служить в американской армии, причём на суде публично заявил, что отказывается от американского гражданства в знак протеста против ущемления прав негров. Выйдя на свободу (приговор ему вынесен так и не был), он собрал сначала Four Jumps Of Jive, затем — The Big Three Trio (с Лео Кастоном и гитаристом Олли Кроуфордом): группы выпустили по несколько пластинок каждая — соответственно на Mercury и Columbia.
С 1948 года для Диксона начинается эра сотрудничества с блюзменами: он отходит от эстрадной сцены и становится штатным инструменталистом звукозаписывающей компании Chess Records, где вскоре получает должность руководителя отдела репертуара и артистов (A&R). Здесь же он впервые начинает записываться под собственным именем. В 1954 году блюзы Диксона исполняют с общенациональным успехом Мадди Уотерс, Хаулин Вулф и Литтл Уолтер: начинается взлет Диксона-автора. В начале 60-х годов к его песенному наследию возвращаются рок-группы нового поколения: The Rolling Stones, The Yardbirds, позже — Cream и Led Zeppelin. Всё это время Диксон (активно сотрудничая с рок-н-ролльщиками — Чаком Берри, Бо Дидли) — не терял связи с чикагской сценой, способствуя становлению молодых блюзменов (Отис Раш, Бадди Гай и др.) С его именем связан взлёт певицы Коко Тейлор, некоторое время удерживавшей титул американской «блюз-королевы», а также первый успех Джонни Винтера. К 1970 году относится выход возможно самого известного сольного альбома Диксона I am The Blues: сборник его лучших вещей в рок-аранжировках. Лишь в 1991 году музыкальная индустрия признала гигантский вклад Вилли Диксона в развитие современной музыки: он получил свою первую и единственную «Грэмми».

## Известные кавер-версии песен Диксона
- «300 Pounds Of Joy» — Хаулин Вулф, Blackmailers, The Lighthouse Blues Band, Byther Smith, Jim Belushi & Dan Akroyd
- «Back Door Man» — Хаулин Вулф, The Doors, Grateful Dead, Shadows of Knight, Боб Вейр
- «Bring It on Home» — Сонни Бой Уильямсон II (Райс Миллер), Led Zeppelin, Вэн Моррисон, Dread Zeppelin
- «Built for Comfort» — Хаулин Вулф, Canned Heat, UFO
- «Crazy For My Baby» — Литтл Уолтер, Чарли Масселуайт, Диксон
- «Close to You» — Мадди Уотерс, Стиви Рэй Вон, The Doors, Сэм Лэй, Rock Bottom
- «Dead Presidents» — Литтл Уолтер, J. Geils Band
- «Diddy Wah Diddy» — Бо Дидли, Капитан Бифхарт, The Blues Band
- «Do Me Right» — Лоуэлл Фулсон
- «Do the Do» — Хаулин Вулф
- «Don’t Tell Me Nothin´» — Диксон (из к/ф «Цвет денег»)
- «Everything But You» — Джимми Уизерспун
- «Evil» — Хаулин Вулф, Мадди Уотерс, Canned Heat, Капитан Бифхарт, Monster Magnet, Derek and the Dominos, Гэри Мур, Cactus, The Faces, Миллер, Стив, Коко Тейлор
- «Hidden Charms» — Хаулин Вулф
- «Hoochie Coochie Man» — Мадди Уотерс, Shadows of Knight, The Nashville Teens, Дион, The Allman Brothers Band, Алексис Корнер, Steppenwolf, Motörhead, Эрик Клэптон, Джими Хендрикс, Джефф Хили, Manfred Mann
- «I Ain’t Superstitious» — Хаулин Вулф, The Yardbirds, Grateful Dead, Megadeth, The Jeff Beck Group
- «I Can’t Quit You Baby» — Литтл Милтон, Отис Раш, John Mayall & the Bluesbreakers, Led Zeppelin, Гэри Мур, Dread Zeppelin
- «If the Sea Was Whiskey» — Крис Тайл
- «I Got What It Takes» — Коко Тейлор
- «I Just Want to Make Love to You» — Мадди Уотерс, The Kinks, The Yardbirds, Shadows of Knight, Mungo Jerry, Grateful Dead, Foghat, The Rolling Stones, Этта Джеймс, Вэн Моррисон, Пол Роджерс, Tom Petty and the Heartbreakers
- «I Love the Life I Live, I Live the Life I Love» — Мадди Уотерс
- «I’m Ready» — Мадди Уотерс, Humble Pie, Бадди Гай, Aerosmith, Лонг Джон Болдри, Low Budget Blues Band
- «Insane Asylum» — Коко Тейлор, Кэти МакДональд и Слай Стоун, Диаманда Галас, Asylum Street Spankers, The Detroit Cobras
- «It Don’t Make Sense (You Can’t Make Peace)» — Styx
- «I Want To Be Loved» — Мадди Уотерс, The Rolling Stones
- «Let Me Love You Baby» — Бадди Гай, Стиви Рэй Вон, Джефф Бек, Мадди Уотерс, Би Би Кинг
- «Little Red Rooster» — Хаулин Вулф, Сэм Кук, The Rolling Stones, The Yardbirds, Grateful Dead, The Doors, Лютер Элисон, The Jesus and Mary Chain, Биг Мама Торнтон
- «Mellow Down Easy» — Cactus, Little Walter & His Jukes, Paul Butterfield Blues Band, The Black Crowes, ZZ Top
- «Million Dollar Baby» — Диззи Гиллеспи
- «My Babe» — Литтл Уолтер, The Fabulous Thunderbirds, Spencer Davis Group, Джон П. Хаммонд, Бо Дидли, Мадди Уотерс, Элвис Пресли, Отар Тёрнер & The Rising Star Fire and Drum Band
- «My Mind is Ramblin» — Rock Bottom
- «Nervous» — Вилли Диксон
- «Pain In My Heart» — Вилли Диксон
- «Pretty Thing» — Бо Дидли, The Pretty Things, Canned Heat
- «Seventh Son» — Билл Хэйли, Джонни Риверс, Стинг, The Climax Blues Band, Лонг Джон Болдри
- «Sin And City» — Бадди Гай
- «Shake For Me» — Стиви Рэй Вон
- «Spoonful» — Хаулин Вулф, Мадди Уотерс, Бо Дидли, Shadows of Knight, Дион, Пол Баттерфилд, Cream, Canned Heat, Grateful Dead, Ten Years After, The Who, Этта Джеймс
- «The Same Thing» — Мадди Уотерс, Джордж Торогуд, The Allman Brothers Band, Сью Фоули, Марк Форд
- «Seventh Son» — Вили Диксон
- «Third Degree» — Эдди Бойд, Эрик Клэптон, Лесли Уэст
- «Tollin' Bells» — Лоуэлл Фулсон, Savoy Brown, Blues Band
- «Too Late» — Литтл Милтон
- «Too Many Cooks» — Бадди Гай, Роберт Крэй
- «You Shook me» — Мадди Уотерс, Джефф Бек, Led Zeppelin

## Дискография

### Альбомы
- Willie’s Blues (Bluesville LP, 1959)
- I’m The Blues (Columbia LP, 1970)
- Hidden Charms (Silvertone — Capitol/EMI CD, 1988)
- The Chess Box (MCA/Chess 2CD, 1988)
- The Big Three (Sony/Legacy/CBS/Columbia CD 1990)
- The Original Wang Dang Doodle (MCA/Chess 1995)
- Poet Of The Blues (Columbia CD, 1998)
- Aux Trois Mailletz (Verve, 2000)
- Ginger Ale Afternoon (Varese Sarabande, 2001)
- In Paris (Original Blues Classics, 2004)
- Late 60’s Concert At Liberty Hall, Houston Texas (Collectables, 2005)